# Priwolschski (Saratow)

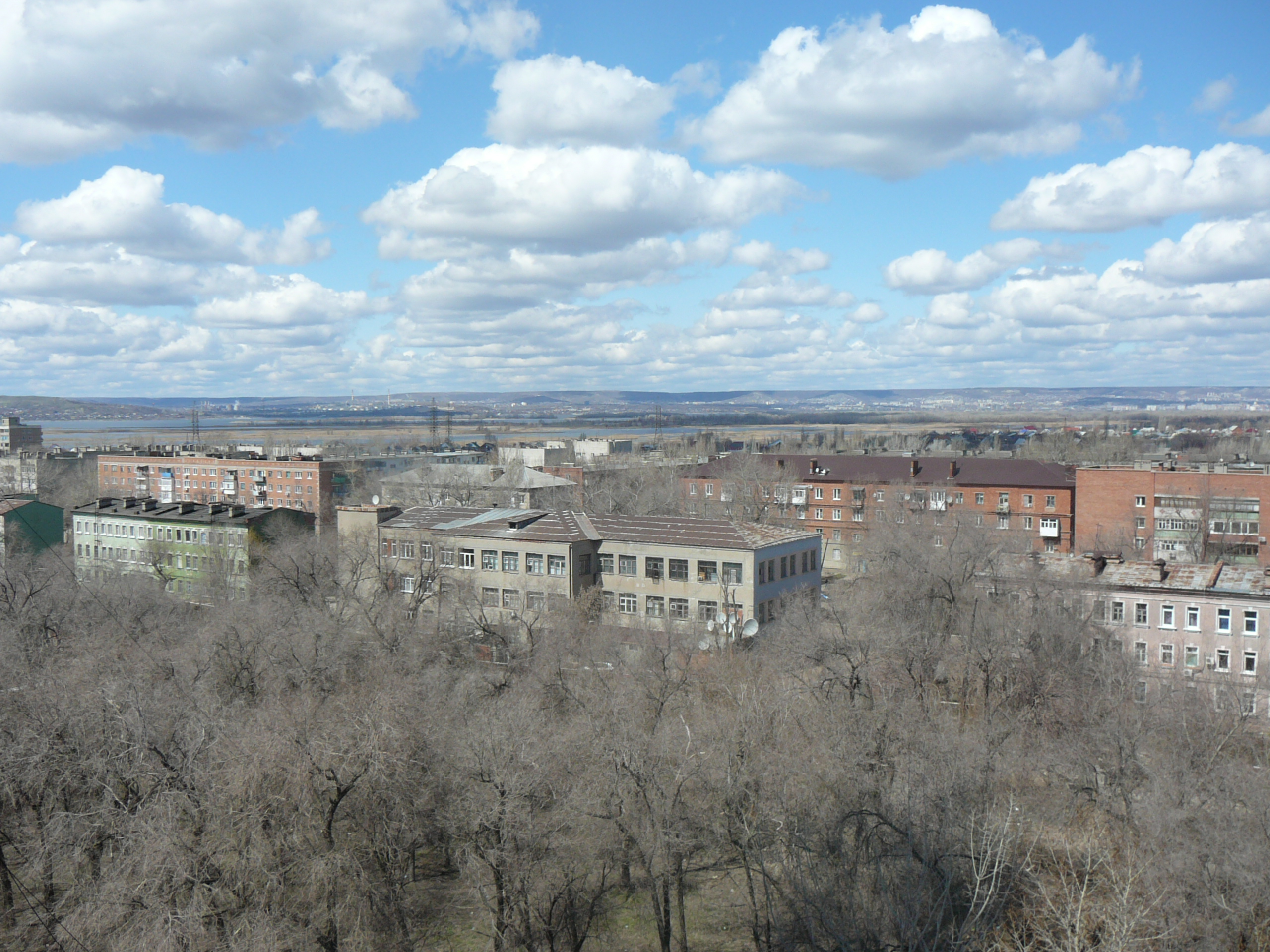
Blick auf Priwolschski

Priwolschski (russisch Приво́лжский) ist eine Siedlung städtischen Typs in der Oblast Saratow mit 34.364 Einwohnern (Stand 14. Oktober 2010).

## Geografie
Die Siedlung liegt etwa 15 Kilometer südlich der Oblasthauptstadt Saratow am gegenüberliegenden, linken Ufer der Wolga.
Priwolschski ist der Verwaltung der Stadt Engels unterstellt, deren Zentrum etwa zehn Kilometer nordöstlich der Siedlung liegt.

## Geschichte
Der Ort entstand ab den 1920er Jahren als Arbeitersiedlung im Zusammenhang mit der Errichtung einer Eisenbahnbrücke über die Wolga und erhielt 1939 den Status einer Siedlung städtischen Typs. Der Name steht im Russischen für an der Wolga.

### Bevölkerungsentwicklung
| Jahr | Einwohner |
| ---- | --------- |
| 1939 | 04.317    |
| 1959 | 15.168    |
| 1970 | 23.041    |
| 1979 | 27.421    |
| 1989 | 28.910    |
| 2002 | 32.087    |
| 2010 | 34.364    |

Anmerkung: Volkszählungsdaten

## Wirtschaft und Infrastruktur
Priwolschski ist ein industriell geprägter Vorort der Stadt Engels.
Die Siedlung liegt an der Eisenbahnstrecke Saratow–Astrachan bzw. –Oral (Uralsk; Kasachstan), die bei Priwolschski über die mehrere Kilometer lange Saratower Eisenbahnbrücke das östliche Wolgaufer erreicht. Name der Station ist Anissowka; hier zweigt eine Strecke nach Engels (Station Pokrowsk-Priwolschski) ab.
Durch Priwolschski führt die Regionalstraße R226 Samara–Engels–Wolschski, die auf diesem Abschnitt dem linken Wolgaufer folgt.